# Transmashholding
Transmashholding ou (TMH) est le principal fabricant de matériel ferroviaire en Russie. C'est le principal fournisseur de l'opérateur de transport ferroviaire russe RZD (Chemins de fer russes).

## Production
Transmashholding fabrique des locomotives électriques et diesel, des convertisseurs, des wagons de fret et des voitures voyageurs, des voitures de trains suburbains et de métros, des moteurs diesel pour locomotives et des génératrices diesel, et de nombreux services entre autres maintenances du matériel roulant et des moteurs.
Il existe 14 sites en Russie et en Allemagne.

## Association Transmashholding et Alstom
Dans le cadre du « Plan de redéploiement du transport ferroviaire jusqu’en 2030 », un plan de modernisation structurelle des chemins de fer russes adopté par le gouvernement russe, Alstom Transport et Transmashholding, ont signé le 13 décembre 2007 un accord qui prévoit une coopération technique entre les deux entreprises et éventuellement une prise de participation par Alstom au capital social de TMH à hauteur de 25 % plus une action.
Alstom Transport et Transmashholding annoncent la création d'une société commune dans le domaine des voitures passagers à deux niveaux TMH-Alstom DV, détenue à 51 % par TMH et à 49 % par Alstom Transport. Elle permettra de répondre à un appel d'offres lancé par l'opérateur ferroviaire russe RZD pour la fabrication de 1 210 voitures passagers à double niveau.
Les deux sociétés envisagent aussi de créer une plate-forme commune pour la fabrication de locomotives fret et passagers adaptée aux normes ferroviaires russes, plate-forme qui s'appuiera sur l'expertise d'Alstom Transport et de TMH dans la conception et la fabrication de locomotives.
En 2009, Alstom signe un partenariat stratégique avec Transmashholding (TMH) pour permettre le déploiement de la société sur le marché russe.
En 2021, le chiffre d'affaires de la société s'élève à 1,1 milliard d'euros.

## Produits
- NEVZ 2ES5K locomotives (2008)
- Demikhovo ЭД4М EMU train ED4 (2013)
- NEVZ EP20 (2013)
- Demikhovo EMU train ED4M (2011)
- Metrowagonmash 81-760/761 Metro car (2010)
- Kolomna TEP70BS (2012)